# Escambia megye (Alabama)
Escambia megye az Amerikai Egyesült Államokban, azon belül Alabama államban található. Dél- Alabamában , a floridai határon található Escambia megyében található a Conecuh Nemzeti Erdő és a Poarch Creek Indian Reservation, amely az egyetlen elismert indián csoport Alabama államban. A megyét egy választott öttagú bizottság irányítja. Megyeszékhelye Brewton, legnagyobb városa Atmore. Lakosainak száma 36 757 fő (2020. április 1.). Escambia megye Santa Rosa, Covington, Escambia, Conecuh, Monroe, Baldwin és Okaloosa megyékkel határos.

## Története
Escambia megyét 1868. december 10-én alapították Baldwin és Conecuh megyék egyes részeinek felhasználásával.  1813. július 27-én azon a területen ahol késöbb a megye lett zajlott le a Burnt Corn Creek-i csata, amely az 1813-14-es Creek-háború egyik legelső csatája volt. 1813 júliusában Peter McQueen, és a Red Stick creek indián frakció több harcosa fegyvereket vásárolt a britektől és a spanyoloktól a mai Pensacolában, Floridában. Az amerikai milíciák akik értesültek az indiánok tervéről megtámadták a visszafelé tartó csapatot Burnt Corn Creek patak partján (erről a jelenlegi Burnt Corn város neve), a meglepett indiánokat sikerült kiűzni a táborból, de a milicisták elbízták magukat, az indiánok ellentámadása meglepte öket és végül visszavonulásra kényszerültek, de a fegyverek és a puskapor nagy részét sikerült elvenni az indiánoktól. A rajtaütés legsúlyosabb következménye az volt, hogy a Red Stickek hadüzenetnek tekintették a tettet, és megtorolták a hírhedt Fort Mims-i mészárlással. Bár a tényleges lelőhelyet nem találták meg, a legtöbb forrás jelenleg a mai Escambia megyében helyezi el, amely 1868-ig Conecuh megye része volt.
A Fort Crawfordot 1816-ban hozták létre, hogy figyelemmel kísérje a spanyolok tevékenységét Floridában, és megvédje a telepeseket a creek indiánokkal való növekvő konfliktusokban. Az 1830-as években a creekek többségét erőszakkal eltávolították ősi hazájukból, a megmaradtak pedig nagyrészt a mai Atmore település körül összpontosultak, és Poarch Creek néven váltak ismertté. Az állam egyetlen szövetségileg elismert törzse, továbbra is Poarchban és környékén élnek, ahol egy sor kaszinót üzemeltetnek. 1861-ben alapították Pollard városát az Alabama és Florida, valamint a Mobile & Great Northern vasútvonalak találkozásánál. Nevét Charls T. Pollardról kapta aki az Alabama-Florida vasúttársaság alapítója volt ez a vasútvonal összekötötte a várost Montgomeryvel és Pensacollával. 1868-ban megyeszékhely lett. A város fénykorában fontos vasúti csomópont volt, és a polgárháború idején a Konföderáció létfontosságú katonai posztja volt. 1865 januárjában Pollard a James Holt Clanton tábornok vezette konföderációs csapatok és az uniós erők közötti fontos csata helyszíne volt, amikor is az uniós csapatok végül elfoglalták a város közelében lévő tábort és megsemmisítették a folyón átívelő hidat. 
Dél egyik legnagyobb vonatrablása Pollard közelében történt 1890. szeptember 2-án, amikor a hírhedt "alabamai Robin Hood" Rube Burrow arra kényszerítette a mozdonyvezetőt, hogy állítsa le a vonatot a Big Escambia Creek feletti hídon. Burrows megszökött, de Monroe megyén keresztül Marengo megyébe szorították , ahol egy fegyveres csatában meghalt. Brewton városát 1880-ban nevezték ki megyeszékhelynek, miután népességben és kereskedelemben megelőzte Pollardot. Brewton a Railroad Bill legendájának szülőhelye . A Railroad Billről, egy fegyveres afroamerikai csavargóról szóló történet, akit Morris Slaternek hívtak és többször is a vagonok tetején ugrálva szökött meg a hatóságok emberei elöl 1895-ben bukkant fel a Louisville és Nashville vonal vágányain és több bűncselekményt is elkövetett a vasúttársaság személyzete és a hatóság emberei ellen, végül 1896 március 7-én lelőtték. Railroad Bill legendáját dalban, színházban és regényben örökítették meg.

## Népesség
A 2020-as népszámlálási becslések szerint Escambia megye lakossága 36 775 volt. 
| Rassz            | lélekszám | százalék | rangsor az állam 67 megyéje közül |
| ---------------- | --------- | -------- | --------------------------------- |
| Teljes           | 36775 fő  | 0,73     | 33                                |
| Fehér            | 22004 fő  | 59,9     | 43                                |
| Afroamerikai     | 10922 fő  | 29,7     | 26                                |
| Őslakos és egyéb | 1559 fő   | 4,2      | 3                                 |
| Több rasszú      | 1413 fő   | 3,8      | 21                                |
| Spanyol          | 751 fő    | 2,0      | 46                                |
| Ázsiai           | 108 fő    | 0,3      | 48                                |

A megyeszékhelynek, Brewton nak 5210 lakosa volt.
 További jelentősebb települések közé tartozik az Atmore , East Brewton , Flomaton, Riverview és Pollard. 
A háztartások medián jövedelme 35 558 dollár volt, szemben az állam egészének 52 035 dollárjával, az egy főre jutó jövedelem pedig 18 587 dollár volt, szemben az állam 28 934 dollárjával.
A megye népességének változása:
| Lakosok száma | 38 314 | 38 230 | 38 070 | 37 983 | 37 789 | 36 757 |
|               | 2010   | 2011   | 2012   | 2013   | 2015   | 2020   |

## Gazdaság
A huszadik század nagy részében a faipar volt a domináns iparág a megyében, és a Swift Lumber Company továbbra is az egyik legnagyobb munkaadó a térségben. A tizenkilencedik század végén és a huszadik század elején a terpentin jelentős gazdasági hajtóerő volt a régióban. Sok éven át a Vanity Fair fehérnemű gyártóüzemet működtetett Atmore városában, de az 1990-es évek végén bezárt. 1952-ben olajat fedeztek fel Pollard városában.

## Foglalkoztatás
A 2020-as népszámlálási becslések szerint Escambia megyében a munkaerő a következő ipari kategóriák között oszlik meg:
- Oktatási szolgáltatások, valamint egészségügyi és szociális segélyek (19,5 százalék)
- Feldolgozóipar (15,3 százalék)
- Kiskereskedelem (14,4 százalék)
- Művészetek, szórakoztatás, rekreáció, valamint szállás- és étkezési szolgáltatások (11,1 százalék)
- Egyéb szolgáltatások, kivéve a közigazgatást (8,8 százalék)
- Közigazgatás (8,4 százalék)
- Építőipar (6,4 százalék)
- Szakmai, tudományos, gazdálkodási, valamint adminisztratív és hulladékgazdálkodási szolgáltatások (5,6 százalék)
- Szállítás és raktározás, valamint közművek (4,5 százalék)
- Mezőgazdaság , erdészet, halászat és vadászat , valamint nyersanyag-kitermelés (2,8 százalék)
- Pénzügy és biztosítás, valamint ingatlan, bérbeadás és lízing (2,4 százalék)
- Nagykereskedelem (1,9 százalék)
- Információ (0,8 százalék)

## Oktatás
Az Escambia megyében 14 iskola van, és Brewtonban további három. A Coastal Alabama Community College campusokat működtet Atmore-ban és Brewtonban.

## Földrajz
Escambia megye 2468 négyzetkilométer területű, a Kelet-öböl part menti síkság régión belül.
A Conecuh Nemzeti Erdő egy része a megye délkeleti sarkában fekszik. A Conecuh folyó délnyugat felé halad át a megye keleti felén, csakúgy, mint több mellékfolyója: Burnt Corn, Murder, Cedar,Little and Big Escambia Creeks.  Az I 65 ös autópálya észak-déli irányban halad a megye nyugati részén, az US 31 és US 29 pedig kelet-nyugati irányban halad át a megye keleti és déli felén.

## Események és érdekes helyek
Atmore ad otthont a Poarch Band Creek Indian Reservationnek, amely kaszinó szerencsejátékokat kínál, és üzemelteti a Poarch Creek Indians Museumot . Minden novemberben a rezervátum ad otthont a Poarch Creek Band Indian Pow Wow-nak. Minden nyáron Brewton városa ad otthont az éves Blueberry Fesztiválnak a Burnt Corn Creek Parkban. A Coastal Alabama Community College brewtoni campusán található Thomas E. McMillan Múzeum Escambia megye kultúrájával, régészetével és történelmével kapcsolatos kiállításokat tartalmaz. A Little River State Forest egyike azon kevés helyszíneknek az államban, amely lehetőségeket kínál a fogyatékkal élő vadászok számára.